# Dotha ctenuchoides
Dotha ctenuchoides är en fjärilsart som beskrevs av Walker 1864. Dotha ctenuchoides ingår i släktet Dotha och familjen björnspinnare. Inga underarter finns listade i Catalogue of Life.